# Lunae Palus
Lunae Palus és una característica d'albedo a la superfície de Mart, localitzada amb el sistema de coordenades planetocèntriques a 14.83 ° latitud N i 295 ° longitud E. El nom va ser aprovat per la UAI l'any 1958 i fa referència a Luna, amb possible referència a la divinitat romana o a les Muntanyes de la Lluna on es van imaginar les fonts del Nil.